# Cream tea

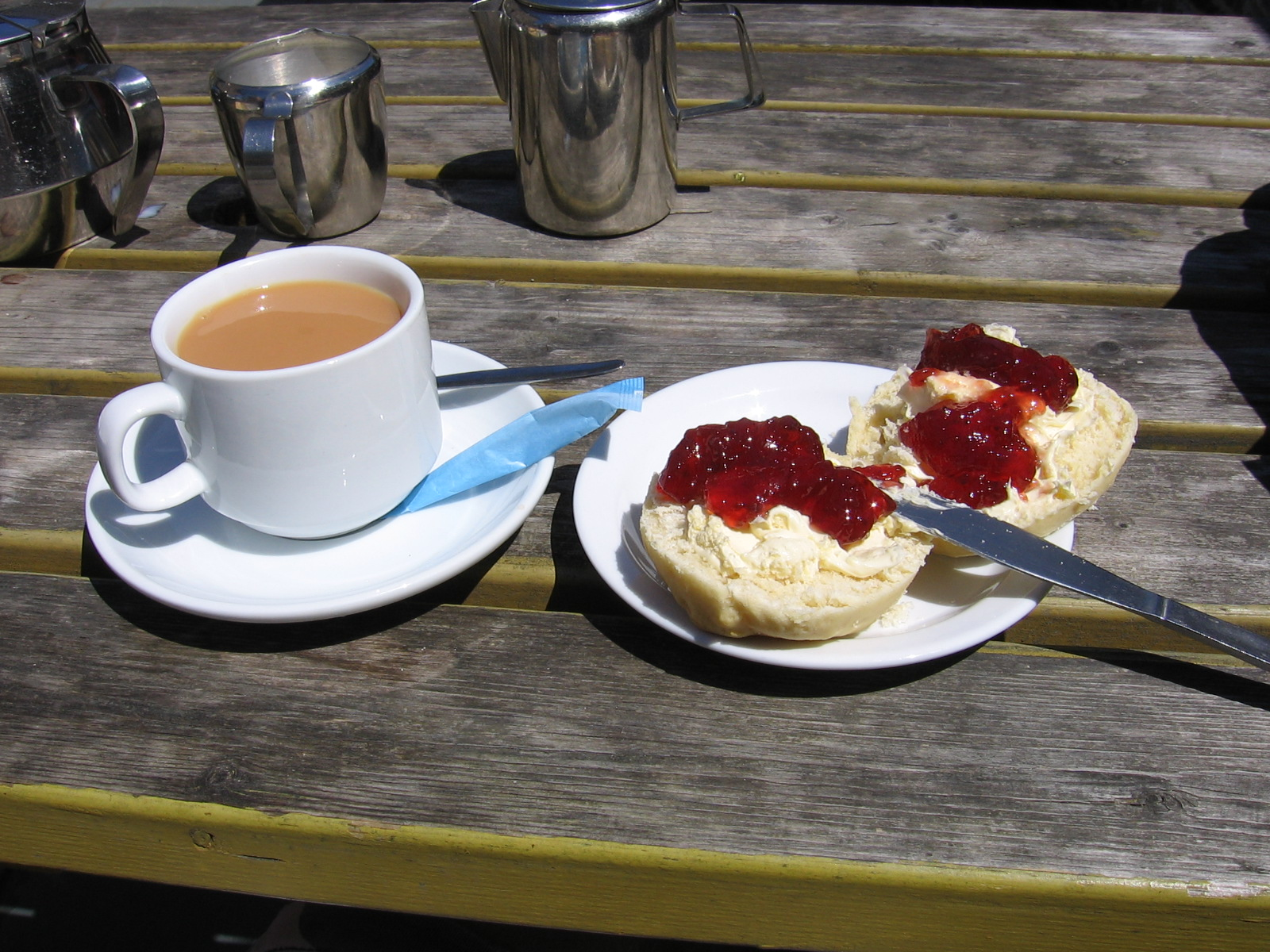
Un en dont le scone a été préparé selon la méthode du Devon (en puis confiture).

Un cream tea (aussi connu sous les noms Devon cream tea, Devonshire tea et Cornish cream tea)
est une collation prenant la forme d'un thé. Il se compose d'un thé pris avec des scones, de la clotted cream et de la confiture de fraise. Il est notamment préparé dans le Devon et aux Cornouailles.
Typiquement, les scones du cream tea sont préparés avec la confiture sur la clotted cream dans le Devon et inversement aux Cornouailles,